# Nõmmemaa
Koordinaten: 59° 9′ N, 23° 45′ O
Nõmmemaa ist ein Dorf (estnisch küla) in der Landgemeinde Lääne-Nigula (bis 2017: Landgemeinde Nõva) im Kreis Lääne.

## Einwohnerschaft und Lage

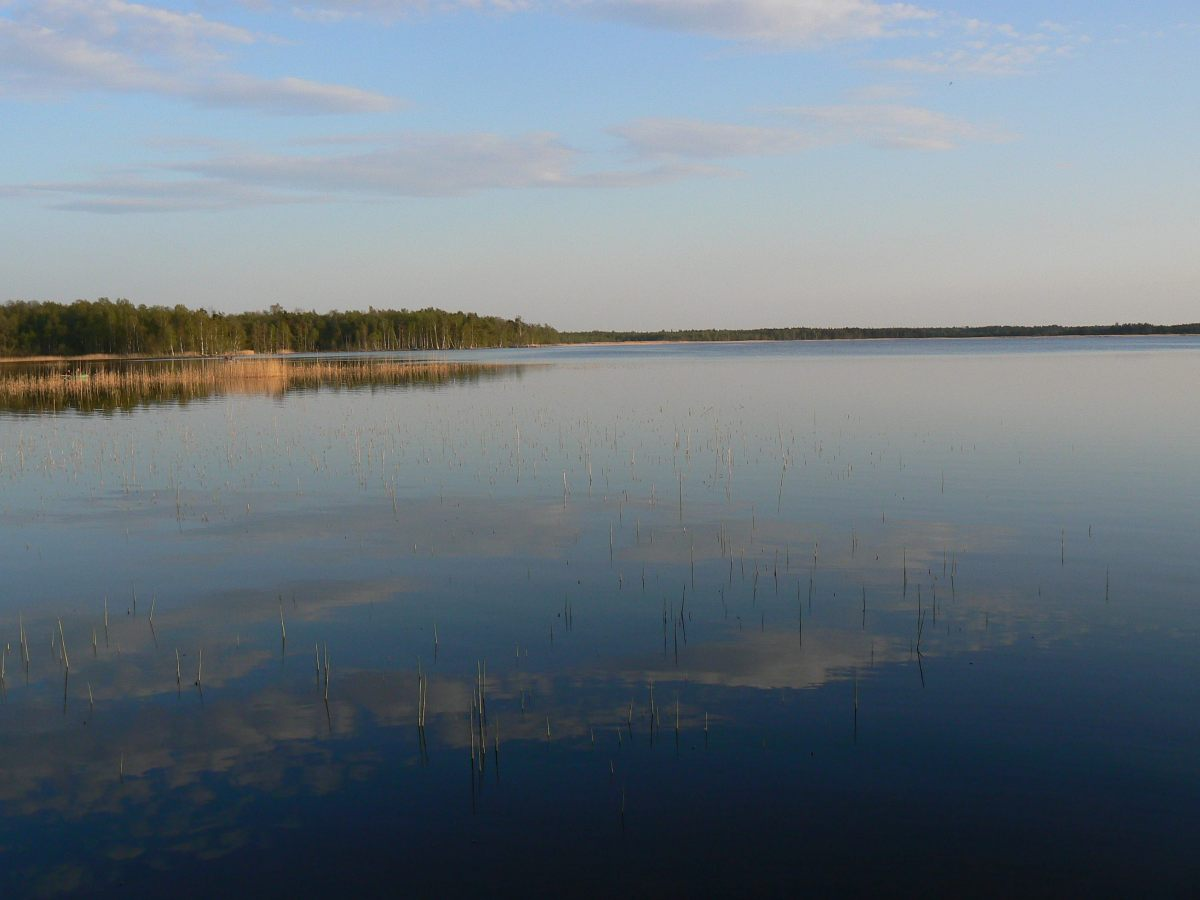
Der See Veskijärv

Der Ort hat 22 Einwohner (Stand 31. Dezember 2011).
Durch das Dorf fließt der Fluss Nõva (Nõva jõgi).
Bekannt ist Nõmmemaa vor allem wegen drei größerer Findlinge: dem Edu kivi (Umfang 24,4 m) und den beiden Linama kivid (Umfang 24,1 m bzw. 16,1 m).
Zum Gebiet des Dorfes gehört auch der 184,2 Hektar große See Veskijärv. Ihn durchfließt der Fluss Veskijõgi.